# Liveta Jasiūnaitė
Liveta Jasiūnaitė (ur. 26 lipca 1994) – litewska lekkoatletka specjalizująca się w rzucie oszczepem, olimpijka (2021, 2024).
W 2011 zdobyła srebro olimpijskiego festiwalu młodzieży Europy oraz bez awansu do finału startowała na mistrzostwach świata juniorów młodszych. Ósma zawodniczka juniorskich mistrzostw świata (2012). W 2013 zajęła 9. miejsce na mistrzostwach Europy juniorów, a dwa lata później stanęła na najniższym stopniu podium młodzieżowych mistrzostw Starego Kontynentu. Dwunasta zawodniczka mistrzostw Europy w Amsterdamie (2016), natomiast w następnej edycji w Berlinie zdobyła brąz. Mistrzyni uniwersjady w Neapolu.
Złota medalistka mistrzostw Litwy oraz reprezentantka kraju na drużynowych mistrzostwach Europy.
Rekord życiowy: 63,98 (15 czerwca 2019, Ogre) rekord Litwy.

## Osiągnięcia
| Rok  | Impreza                                  | Miejsce      | Pozycja           | Wynik |
| ---- | ---------------------------------------- | ------------ | ----------------- | ----- |
| 2011 | Mistrzostwa świata juniorów młodszych    | Lille        | el. – 16. miejsce | 46,32 |
| 2011 | Olimpijski festiwal młodzieży Europy     | Trabzon      | 2. miejsce        | 52,00 |
| 2012 | Mistrzostwa świata juniorów              | Barcelona    | 8. miejsce        | 53,00 |
| 2013 | Mistrzostwa Europy juniorów              | Rieti        | 9. miejsce        | 51,27 |
| 2015 | Młodzieżowe mistrzostwa Europy           | Tallinn      | 3. miejsce        | 55,77 |
| 2016 | Mistrzostwa Europy                       | Amsterdam    | 12. miejsce       | 53,94 |
| 2017 | Puchar Europy w rzutach                  | Las Palmas   | 6. miejsce        | 57,49 |
| 2017 | II liga drużynowych mistrzostw Europy    | Tel Awiw     | 5. miejsce        | 55,39 |
| 2017 | Mistrzostwa świata                       | Londyn       | el. – 26. miejsce | 55,80 |
| 2017 | Uniwersjada                              | Tajpej       | 7. miejsce        | 57,25 |
| 2018 | Mistrzostwa Europy                       | Berlin       | 3. miejsce        | 61,59 |
| 2019 | Uniwersjada                              | Neapol       | 1. miejsce        | 60,36 |
| 2019 | I liga drużynowych mistrzostw Europy     | Sandnes      | 4. miejsce        | 54,74 |
| 2019 | Mistrzostwa świata                       | Doha         | el. – 23. miejsce | 56,90 |
| 2021 | II liga drużynowych mistrzostw Europy    | Stara Zagora | 1. miejsce        | 61,18 |
| 2021 | Igrzyska olimpijskie                     | Tokio        | 7. miejsce        | 60,06 |
| 2022 | Mistrzostwa świata                       | Eugene       | 10. miejsce       | 58,97 |
| 2022 | Mistrzostwa Europy                       | Monachium    | 6. miejsce        | 58,95 |
| 2023 | II dywizja drużynowych mistrzostw Europy | Chorzów      | 6. miejsce        | 57,46 |
| 2023 | Mistrzostwa świata                       | Budapeszt    | el. – 14. miejsce | 59,00 |
| 2024 | Mistrzostwa Europy                       | Rzym         | el. – 17. miejsce | 55,85 |
| 2024 | Igrzyska olimpijskie                     | Paryż        | el. – 25. miejsce | 58,35 |
| 2025 | I dywizja drużynowych mistrzostw Europy  | Madryt       | 3. miejsce        | 58,88 |